# Михаел Гравгор
Михаел Юлиус Гравгор (на датски: Michael Julius Gravgaard) (роден на 3 април 1978 г. в град Ранъс, Дания) е датски футболист, който от 2008 г. е играч на френския ФК Нант. От януари 2009 г. играе като преотстъпен на германския Хамбургер ШФ. През 2005 г. дебютира и за националния си отбор.